# الک خالدار
الک خالدار (به انگلیسی: Spotted Elk) (زاده حدود ۱۸۲۶–۲۹ دسامبر ۱۸۹۰) که بعدها بعنوان بیگ فوت یا پا گنده شناخته شد با نام اصلی «اُه پونگ جلِ سکا» (Uŋpȟáŋ Glešká) یکی از رؤسای سرخپوستان قبیله لاکوتا بود. او پسر تک شاخ بود.
الک خالدار سال ۱۸۹۰ در برکه ووندد نی به همراه دست کم ۱۵۰ نفر دیگر از قبیله‌اش در واقعه‌ای که به کشتار ووندد نی مشهور شد، کشته شد.